# Geoxus michaelseni
Geoxus michaelseni és una espècie de mamífer rosegador de la família dels cricètids. Viu al sud de l'Argentina i Xile. El pelatge, curt i espès, és fosc i una mica més clar a la panxa. Els seus hàbitats naturals són els boscos andinopatagons i la selva valdiviana. Fins a la dècada del 2010 se'l considerà una subespècie de G. valdivianus, que viu més al nord.